# Glaciar Zephyr
El glaciar Zephyr, o glaciar Céfiro, es un glaciar de la Antártida con una longitud de 13 km, que fluye desde el lado suroeste de Mount Edgell hacia el oeste en el Canal Jorge VI al sur de Cabo Jeremy, en la costa oeste de la península Antártica.
El reconocimiento del glaciar fue realizado por la Falkland Islands Dependencies Survey (FIDS) en 1948 y la British Antarctic Survey (BAS) en 1971-72. En 1966, fue fotografiado desde el aire por la Armada de los Estados Unidos. El glaciar fue nombrado por el Comité de nombres antárticos del Reino Unido (UK-APC) en referencia a Céfiro (en inglés, Zephyr), el viento del oeste. Es uno de varios accidentes topográficos en esta zona que llevan el nombre de vientos.